# شهدا (محله)
شُهدا نام یک خیابان و محله در مرکز شهر خرم‌آباد است. این خیابان محل مراکز خرید و فروشگاه‌های پوشاک در شهر خرم‌آباد است. طی سال‌های گذشته اجرای طرح پیاده‌رو سازی منطقه شهدا در دستور کار شهرداری خرم‌آباد قرار گرفته‌است.